# گروه هیمالیا

این نمودار عناصر مداری و اندازهٔ نسبی اعضای گروه هیمالیا را مقایسه می‌کند. محور افقی میانگین فاصلهٔ آن‌ها از مشتری را نشان می‌دهد، محور عمودی جهت‌گیری مدارشان و اندازهٔ دایره‌ها اندازهٔ نسبی آن‌هاست.

گروه هیمالیا، گروهی از ماه‌های نامنظم موافق‌گرد مشتری هستند که از مدارهای همانندی با مدار هیمالیا پیروی می‌کنند و گمان می‌رود که با آن منشأ مشترکی دارند.
اعضای شناخته‌شدهٔ این گروه (به ترتیب افزایش فاصله از مشتری) عبارتند از:
- لدا
- هیمالیا (بزرگترین آن‌ها، که همچنین نام خود را به این گروه می‌دهد)
- لیسیتئا
- الارا
- دیا (نامزد)[۱]

اتحادیه بین‌المللی اخترشناسی (آی‌اِ‌یو IAU) در نام‌گذاری ماه‌های این گروه داشتن (a...) را در پایان نام؛ به منظور اشاره به موافق‌گرد بودن آن‌ها، رعایت می‌کند.

## ویژگی‌ها
جرم‌های گروه هیمالیا دارای نیم‌قطر بزرگ (فاصله از مشتری) در محدودهٔ ۱۱٫۱۵ و ۷۱٫۷۵ گیگامتر، انحراف‌های مداری بین ۲۶٫۶ درجه و ۲۸٫۳ درجه، و خروج از مرکزهای مداری از ۰٫۱۱ تا ۰٫۲۵ است. در نمای فیزیکی ظاهری، این گروه بسیار همگن است، همهٔ آن‌ها دارای رنگی خنثی (شاخص‌های رنگی B-V = ۰٫۶۶ و V-R = ۰٫۳۶) مانند سیارک‌های نوع سی(C) هستند.

## ریشهٔ پیدایش
با توجه به پراکندگی محدود پارامترهای مداری و همگنی طیفی، پیشنهاد شده که این گروه می‌تواند بقایای یک سیارک از کمربند اصلی سیارک‌ها باشد. در چنین صورتی شعاع آن سیارک مادر احتمالاً در حدود ۸۹ کیلومتر بوده‌است، تنها کمی بزرگ‌تر از هیمالیا، که حدود ۸۷ درصد از جرم بدنهٔ اصلی را حفظ کرده‌است. این نشان می‌دهد که سیارک مادر با برخورد بسیار شدیدی مواجه نبوده‌است.